# Gare de Lépanges
La gare de Lépanges est une gare ferroviaire française (fermée) de la ligne d'Arches à Saint-Dié, située sur le territoire de la commune de Lépanges-sur-Vologne, dans le département des Vosges, en région Grand Est.
C'était une halte voyageurs de la Société nationale des chemins de fer français (SNCF). Elle est désormais fermée à tout trafic.

## Situation ferroviaire
Établie à 405 mètres d'altitude, la gare de Lépanges est située au point kilométrique (PK) 13,798 de la ligne d'Arches à Saint-Dié, entre les haltes fermées de Deycimont et de Laval (Vosges).

## Histoire
En décembre 2018, la desserte de la ligne par des trains TER, et donc de cette halte SNCF, est interrompue ; elle est remplacée par une substitution routière (autocars effectuant principalement la liaison TER Grand Est Épinal – Saint-Dié-des-Vosges). La réouverture de la ligne, le 12 décembre 2021, ne s'accompagne pas de la remise en service de la halte.